# Silurus biwaensis
Silurus biwaensis är en fiskart som först beskrevs av Tomoda, 1961.  Silurus biwaensis ingår i släktet Silurus och familjen malfiskar. Inga underarter finns listade i Catalogue of Life.